# Battaglia di Sarıkamış
La battaglia di Sarıkamış (in russo Сражение при Сарыкамыше?, in lingua turca Sarıkamış Savaşı), combattuta fra le forze dell'Impero russo e dell'Impero ottomano dal 22 dicembre 1914 al 17 gennaio 1915, nota anche come offensiva di Enver, fu una delle principali battaglie della Campagna del Caucaso durante la prima guerra mondiale e si concluse con la vittoria dei russi.
La strategia degli ottomani, che implicava un'elevata mobilità delle loro truppe in quanto queste dovevano arrivare in tempo agli obiettivi specificati, era basata sulla dottrina militare tedesca e sulle tattiche napoleoniche. L'esito finale, disastroso per le truppe ottomane, che subirono gravi perdite presso le montagne Allahüekber, fu anche dovuto all'equipaggiamento non adatto alle estreme condizioni ambientali dell'inverno nel Caucaso.

## Situazione iniziale
Fra i teatri militari russi, il fronte del Caucaso era ritenuto di secondaria importanza rispetto al vastissimo fronte nell'Europa orientale dove i russi dovevano affrontare i tedeschi a nord (fra il mar Baltico e la Polonia) e gli austroungarici al centro e al sud nell'area galiziana. La Russia si era impadronita della città fortificata di Kars durante la guerra turco-russa del 1877-78 ed inizialmente temeva una possibile campagna degli ottomani che puntasse alla riconquista di Kars e del porto di Batumi sul mar Nero.
Nell'autunno del 1914 l'organizzazione militare e la preparazione dello stato maggiore ottomano erano ad un livello inferiore rispetto agli alleati, tuttavia se i turchi avessero preso sin dallo scoppio delle ostilità l'iniziativa nel fronte del Caucaso - come richiesto dai consiglieri militari tedeschi - si avrebbe avuto un effetto distraente sulle forze russe: se l'offensiva turca avesse avuto successo i russi sarebbero stati costretti a spostare un numero significativo di unità militari dal fronte polacco e galiziano al fronte del Caucaso.
I tedeschi si impegnarono a fornire le risorse necessarie all'offensiva, mentre l'unità militare che avrebbe attaccato sarebbe stata la Terza Armata, schierata sul fronte del Caucaso. Obiettivi strategici dell'offensiva invernale sarebbero stati la conquista di Artvin, Ardahan, la fortezza russa di Kars e Batumi. La strategia del ministro della guerra Ismail Enver prevedeva, dopo il successo iniziale, di puntare verso Tbilisi, la capitale del Caucaso russo, e di provocare allo stesso tempo la rivolta dei popoli musulmani sudditi dello zar.
Altro obiettivo strategico, più a lungo termine e nell'interesse dei tedeschi, era impedire ai russi l'accesso alle risorse di idrocarburi nella regione attorno al mar Caspio. Tale prospettiva andava contro gli interessi britannici nella regione. La Anglo-Iranian Oil Company aveva acquisito in esclusiva i diritti di sfruttamento delle riserve petrolifere dell'Impero persiano, eccetto le regioni dell'Azerbaigian, Gilan, Mazendaran, Asdrabad e Khorasan. Nel 1914, prima dello scoppio del conflitto, il governo britannico aveva raggiunto un accordo con la compagnia petrolifera per la fornitura di carburante alla Royal Navy.

## Preparativi

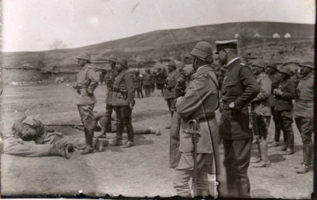
Ismail Enver e Otto von Feldmann passano in rassegna le truppe

Il quartier generale della Terza armata ottomana era situato ad Erzurum sotto il comando di Hasan İzzet, il capo di stato maggiore era un ufficiale tedesco, il tenente colonnello Guse. Il 30 ottobre 1914 il quartier generale fu informato dall'Alto Comando di Istanbul dello scontro a fuoco avvenuto durante l'inseguimento nel mar Nero dei due incrociatori tedeschi Goeben e Breslau. L'Alto Comando avvisava inoltre della possibilità che l'esercito russo attraversasse il confine in qualunque momento.
Non c'è una data ufficiale per l'inizio della guerra fra Impero ottomano e Impero russo; l'offensiva Bergmann (2-16 novembre 1914) fu la prima azione offensiva condotta dai russi e si concluse con la disfatta delle truppe attaccanti comandate dal generale Bergmann. L'unica area di successo per i russi fu nel settore meridionale, dove l'attività dei volontari armeni consentì la conquista di Karaköse e Doğubeyazıt. Al termine dell'offensiva il comandante turco Hasan İzzet Pascià si adoperò per stabilizzare il fronte e consentì ai russi di mantenere all'interno del territorio ottomano un saliente di 25 chilometri sull'asse Erzurum-Sarıkamış.
Il ministro della guerra Ismail Enver elaborò un'operazione militare basata su teorie militari tedesche a loro volta riprese da Napoleone Bonaparte. Il piano di Enver prevedeva un aggiramento delle posizioni russe mediante l'azione congiunta dei tre Corpi che formavano la Terza Armata. Sul fianco destro gli attacchi diversivi del Corpo XI avrebbero obbligato i russi a mantenere le posizioni, al centro dello schieramento il IX Corpo avrebbe attaccato in direzione del passo di Sarıkamış. Il X Corpo di Hafız Hakkı, posizionato sul settore sinistro del fronte, avrebbe attaccato sulla direzione di Oltu, superato le montagne Allahüekber e tagliato la via per Kars. Al termine dell'operazione l'attacco congiunto dei tre Corpi turchi avrebbe distrutto le forze russe. Allo stesso tempo una parte delle forze turche della divisione Stanke Bey - assegnata anch'essa come unità distaccata al X Corpo - avrebbe condotto delle operazioni per bloccare altre unità russe e distrarle dalla manovra aggirante del X Corpo. Il successo dell'operazione dipendeva in larga parte sull'arrivo puntuale delle truppe sui propri obiettivie la situazione iniziale del fronte si presentava in modo favorevole al piano di Enver, in quanto, al termine della Offensiva Bergmann, il grosso delle forze russe era concentrato presso Sarıkamış e Köprüköy.
Hasan İzzet Pascià era contrario a mettere in atto un'azione offensiva su larga scala all'inizio della rigida stagione invernale caucasica e consigliava pertanto di rimanere su posizioni difensive. A suo avviso era preferibile attirare i russi in prossimità della fortezza di Erzurum, per poi lanciare un contrattacco al momento opportuno. Il colonnello Hafız Hakkı Bey, componente dello Stato Maggiore, arrivato con l'incrociatore Mecidiye a Trebisonda l'8 dicembre 1914, fu mandato nella zona delle operazioni per affiancare Ismail Enver e accrescere lo spirito combattivo della Terza Armata.
Dopo un primo colloquio con Hafız Hakkı avvenuto il 18 dicembre, Hasan İzzet, il cui allontanamento dal comando era stato firmato dal ministro della guerra il 14 dicembre, espresse in questo modo il suo parere contrario all'operazione: "dobbiamo prendere in considerazione un periodo di 8 o 9 giorni per una manovra di aggiramento su larga scala. Tuttavia durante questo periodo il Corpo XI, che rimarrà impegnato al fronte, potrebbe trovarsi in una situazione pericolosa. Inoltre, anche se la manovra di aggiramento sarà affidata a due corpi, questi avranno probabilmente delle difficoltà nel caso dovessero confrontarsi col nemico."
Enver desiderava che in ogni caso il suo piano dovesse aver luogo durante un'offensiva invernale, decise pertanto di prendere personalmente il comando delle operazioni, e partì da Istanbul con il generale tedesco Friedrich Bronsart von Schellendorf ed il tenente colonnello Feldmann. Enver ed il suo seguito arrivarono ad Erzurum il 21 dicembre. Nel frattempo altri ufficiali superiori turchi si erano opposti alla rimozione dal comando della Terza Armata del generale Hasan İzzet, apertamente contrario al piano di Enver.

## La battaglia

### Il campo di battaglia

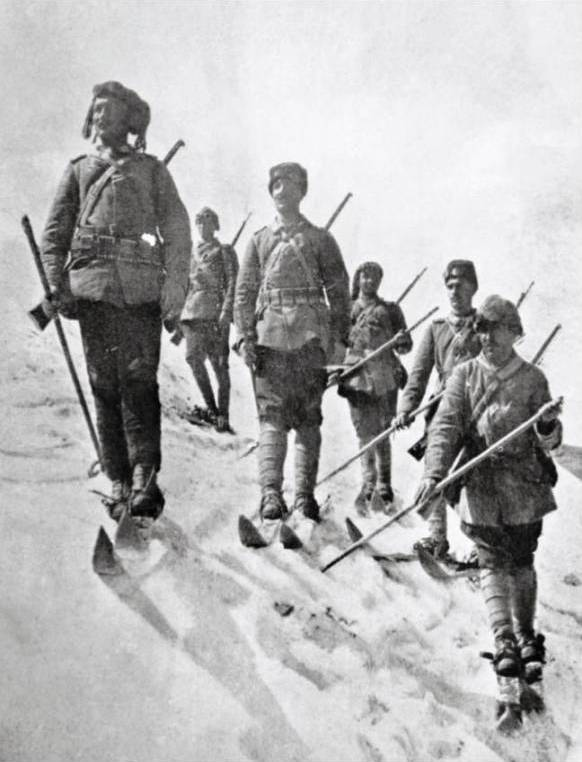
Truppe della Terza Armata turca in equipaggiamento invernale

La zona interessata dall'offensiva turca si estendeva fra 1250 e 1500 km dal mar Nero al lago di Van, fatto che rendeva difficile la concentrazione delle unità militari, inoltre l'area principale delle operazioni era situata ad un'altitudine media compresa fra 1500 e 2000 metri sul livello del mare. La principale difficoltà da affrontare erano le comunicazioni: le infrastrutture stradali sul versante ottomano erano assolutamente inadeguate, mentre i russi avevano il vantaggio della linea ferroviaria per Kars che includeva un terminale a Sarıkamış. La linea ferroviaria arrivava a 24 km dal confine. L'unico altro modo per le unità militari di raggiungere l'area era attraverso i valichi di alta montagna presso i quali si trovano le città di Kars e Sarıkamış. Lo stato delle vie di comunicazioni rendeva inoltre impossibile un uso efficace dell'artiglieria.
Le forze militari erano concentrate presso le fortezze di Kars (russa) e di Erzurum (ottomana), entrambe a circa 80 km dal confine.

### Gli schieramenti
La Terza armata ottomana, sotto il comando di Enver Pascià, era composta da 3 Corpi d'armata (IX, X e XI). Il quartier generale dell'armata e del IX corpo era stabilito ad Erzurum. Il X Corpo, di stanza a Sivas, era ancora lontano dal fronte, mentre il XI corpo si trovava ad Elâzığ (Harput). Inoltre era stata formata, a partire dalla terza divisione turca di stanza nella Tracia, un'unità distaccata posta sotto il comando del maggiore tedesco August Stange e destinata anch'essa a partecipare all'offensiva e a tenere impegnate altre unità russe sulla costa del mar Nero, nei pressi di Batumi. Questo distaccamento, in seguito noto come Stanke Bey o Stanke Bey Müfrezesı, era formato da due battaglioni dell'ottavo reggimento di fanteria e due batterie di artiglieria.
Le truppe regolari della Terza Armata ammontavano ad 83 000 uomini, aggiungendo a questi le riserve e le truppe della fortezza di Erzurum si arrivava ad un totale di 118 000 uomini; aggiungendo anche le unità destinate ai trasporti, i reggimenti assegnati ai depositi ed i reparti di polizia militare si otteneva un totale di 150 000 per lo schieramento ottomano. A disposizione dei reparti della Terza Armata vi erano anche 73 mitragliatrici e 218 pezzi di artiglieria. Tuttavia le forze ottomane non erano preparate in modo adeguato per l'offensiva: ad esempio due divisioni del corpo IX iniziarono la lunga marcia senza equipaggiamento invernale e solamente pane secco ed olive come razioni alimentari.
L'Armata del Caucaso era, all'inizio delle ostilità, una formazione ben equipaggiata che disponeva di 100 000 effettivi, tuttavia i russi furono costretti a ridispiegare quasi la metà delle truppe sul fronte prussiano a causa delle disfatte subite contro i tedeschi nella battaglia di Tannenberg (23 agosto - 2 settembre 1914) e nella Prima battaglia dei laghi Masuri (9-14 settembre 1914), lasciando così nel fronte del Caucaso circa 65 000 soldati.
Per rimediare alla precaria situazione il conte Illarion Ivanovič Voroncov-Daškov, governatore del Caucaso russo, si consultò con il sindaco di Tbilisi Alexandre Khatsian, con il primate di Tbilisi, il vescovo Mesrop, e con uno dei più importanti esponenti della comunità russo-armena Hakob Zavriev riguardo alla creazione di un'unità militare formata da volontari armeni. I riservisti russo-armeni invece erano già stati inquadrati nelle file dell'esercito regolare ed inviati sul fronte europeo.
Le unità di volontari sarebbero state formate da armeni che non erano cittadini dell'impero russo e pertanto non obbligati a servire nell'esercito. All'inizio furono formati 4 battaglioni volontari. Il terzo battaglione, comandato da "Hamazasp" (Srvandztian), ed il quarto, comandato da "Keri" (Arshak Gavafian), furono impiegati lungo il confine dell'Oblast di Kars sul settore che fronteggiava Erzurum, fra Sarıkamış e Oltu.
Il comandante in capo del distretto militare del Caucaso, e quindi anche dell'Armata del Caucaso, era Illarion Ivanovič Voroncov-Daškov, tuttavia il comando effettivo era affidato al generale di fanteria Aleksandr Zachar'evič Myšlaevskij che era in origine uno studioso di storia militare, proveniente dall'Accademia Militare dello Stato Maggiore. Capo di stato maggiore di Myšlaevskij era il generale Nikolaj Nikolaevič Judenič.

### Manovre iniziali (22-28 dicembre)

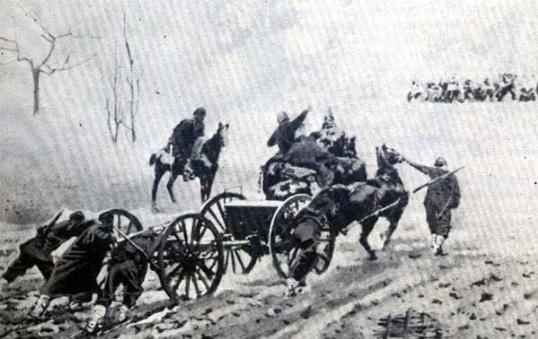
Pezzi di artiglieria spostati verso i passi di montagna

Due corpi ottomani (il IX ed il X) avevano il compito più delicato nella riuscita della manovra di aggiramento ed erano entrambi affidati a due nuovi e poco esperti comandanti, visto che Enver aveva deciso la sostituzione dei precedenti comandanti con uomini ritenuti più affidabili. Il nuovo comandante del IX Corpo era il colonnello Ihsan Pascià, promosso in questo ruolo dopo essere stato al comando della 34ª divisione.
Il X Corpo di Hafız Hakki comprendeva tre divisioni (la 30ª, la 31ª e la 32ª) e si trovava sul fianco sinistro dello schieramento ottomano, il ruolo di questo corpo era fondamentale per la riuscita della manovra di aggiramento sul lato nord. Gli ordini ricevuti da Hafız Hakki erano di avanzare da Tortum con il X Corpo: la 30ª e 32ª divisione avrebbero preso la direzione di Ardus, la 31ª divisione invece avrebbe mosso su Narman; poi, dopo aver raggiunto questi obiettivi entro il primo giorno (22 dicembre), tutte e tre le divisioni avrebbero puntato su Oltu (23 dicembre), quindi avrebbero proseguito l'aggiramento avanzando verso il passo Barduz. Fra Oltu e Sarıkamış si trovava il formidabile ostacolo delle Allahüekber Dağları, che si sarebbero rivelate una trappola mortale per le truppe del X Corpo, non equipaggiate per le rigide condizioni dell'inverno nel Caucaso.
Il piano operativo per i Corpi IX e X prevedeva due fasi: un attacco iniziale improvviso sulle posizioni russe (una "grande offensiva") seguito dall'avanzata alla massima velocità di entrambi i corpi verso Oltu. Hafız Hakki si attendeva che l'assalto su Narman fosse concluso per il pomeriggio del 22 dicembre. A quel punto i due corpi avrebbero marciato per circa 30 km al giorno al fine di giungere sulla linea Kars-Sarıkamış per il 25 dicembre. Per quanto riguarda l'avanzata sul lato del mare, due reparti della Stanke Bey erano stati spostati via mare da Costantinopoli a Trebisonda.
Alle prime ore del 22 dicembre Hafız Hakkı ordinò alle sue truppe di mettersi in movimento. Il primo scontro si ebbe con una brigata russa comandata dal generale Istomin quando la 30ª e la 32ª divisione nei pressi di Kaleboğazı ad ovest di Oltu. Questi scontri terminarono il giorno seguente, dopo che 4 pezzi di artiglieria, 4 mitragliatrici e 1000 soldati russi furono catturati e la brigata di Istomin decise di abbandonare la sua posizione per ritirarsi verso Ardahan, inseguita da due divisioni turche, secondo gli ordini di Hafız Hakkı.
Sull'estremo fianco sinistro, il distaccamento di Stange, che era sbarcato a Trebisonda, iniziò la marcia verso Ardahan lungo la vallata del fiume Çoruh e poi attraverso un passo montano a quota 2438 metri.
Sempre il 23 dicembre accadde un incidente fra le truppe turche del X Corpo, quando il 92º reggimento della 31ª divisione, ritenendo di trovarsi di fronte unità russe, ingaggiò uno scontro a fuoco con unità sul fianco della 32ª divisione. La battaglia - nella nebbia - durò 4 ore e costò la vita a 2000 soldati turchi.

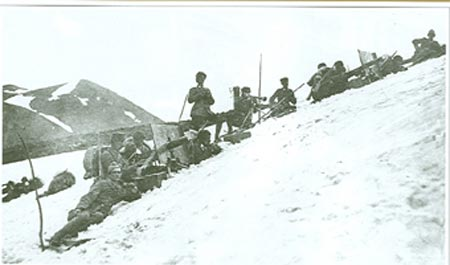
Postazioni di mitragliatrici turche sulle montagne Allahüekber

Il 24 dicembre le truppe di Hafız Hakkı erano avanzate ben al di là di Oltu, dopo aver marciato per 75 km in appena tre giorni, tuttavia l'obiettivo di arrivare a Barduz per ricongiungersi con le truppe del IX Corpo non era stato raggiunto.
Il giorno seguente, 25 dicembre, truppe ottomane erano in marcia da 14 ore sotto una tempesta di neve. I soldati erano esausti ed affamati, la paura del congelamento e delle armi russe erano state lentamente sostituite da un'assoluta indifferenza. Quello stesso giorno Hafız Hakkı decise di separare le sue tre divisioni: la 30ª e la 31ª avrebbero puntato in direzione sud-est verso le montagne Allahüekber, mentre la 32ª divisione avrebbe preso la direzione sud verso il passo Barduz.
Mentre Enver ordinava un attacco notturno, le tre divisioni del X Corpo si fermavano per la notte nei villaggi di Kosor, Arsenik e Patsik, che erano rispettivamente a 40, 35 e 30 km di distanza da Sarıkamış. Sarebbero stati necessari altri 2 giorni per arrivare a Sarıkamış.

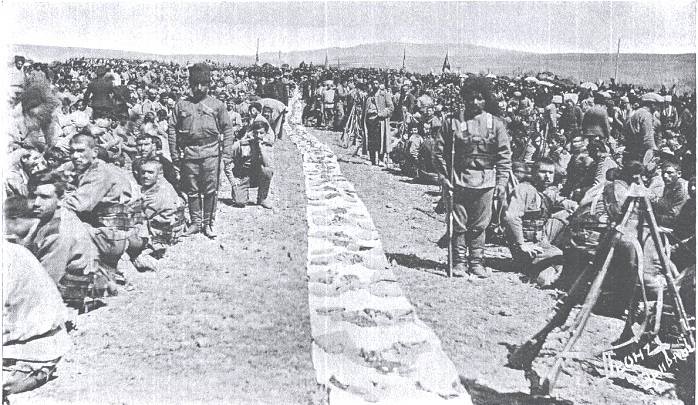
Il 4º battaglione dei volontari armeni sul Passo Barduz.

Intanto il X Corpo rimaneva bloccato per 24 ore sul Passo Barduz. Questo ritardo complicava lo svolgimento del piano di Enver. Nello scontro sul Passo Barduz il 4º battaglione dei volontari armeni perse 600 uomini.
Nel frattempo il reggimento di Stange giungeva in vista di Ardahan.
Quando il comandante Malyshevsky arrivò in preda al panico al quartier generale dell'armata sulla linea di fronte russa, diede ordini per una ritirata generale. Il ripiegamento dei russi iniziò fra il 25 ed il 26 dicembre. I russi evacuarono Sarıkamış, lasciando dietro solo due squadroni di cavalleria e 1000 operai delle ferrovie per difendere la città. Comunque non tutti i comandanti russi erano nel panico. Il quartier generale dell'esercito russo mantenne un efficace controllo della situazione e la catena di comando non venne mai meno. Il generale Judenič, al comando del II Corpo d'Armata del Turkistan decise di resistere all'avanzata dei turchi.
Il 28 dicembre i russi tenevano le posizioni contro l'XI Corpo nelle vicinanze del Khorasan. Il IX Corpo era a Sarıkamış. Sul lato est il X Corpo stava minacciando di sfondare il fronte russo lungo la ferrovia per Kars. La Stanke Bey era in marcia verso Ardahan a 60 miglia a nord-est. Al momento, sulla mappa, il piano di Enver sembrava che stesse ottenendo il successo. Ma la situazione sul campo era allarmante. Le forze ottomane erano logorate ed affamate, a corto di armi e munizioni, perché le loro posizioni si trovavano ben al di là delle linee di rifornimento, senza alcuna possibilità di essere raggiunte.
Nonostante questa situazione Enver Pascià poteva quasi ritenersi soddisfatto, visto che i russi erano in ritirata verso Kars e la manovra di aggiramento sembrava stesse riuscendo.

### L'assalto su Sarıkamış (29 dicembre - 1º gennaio)

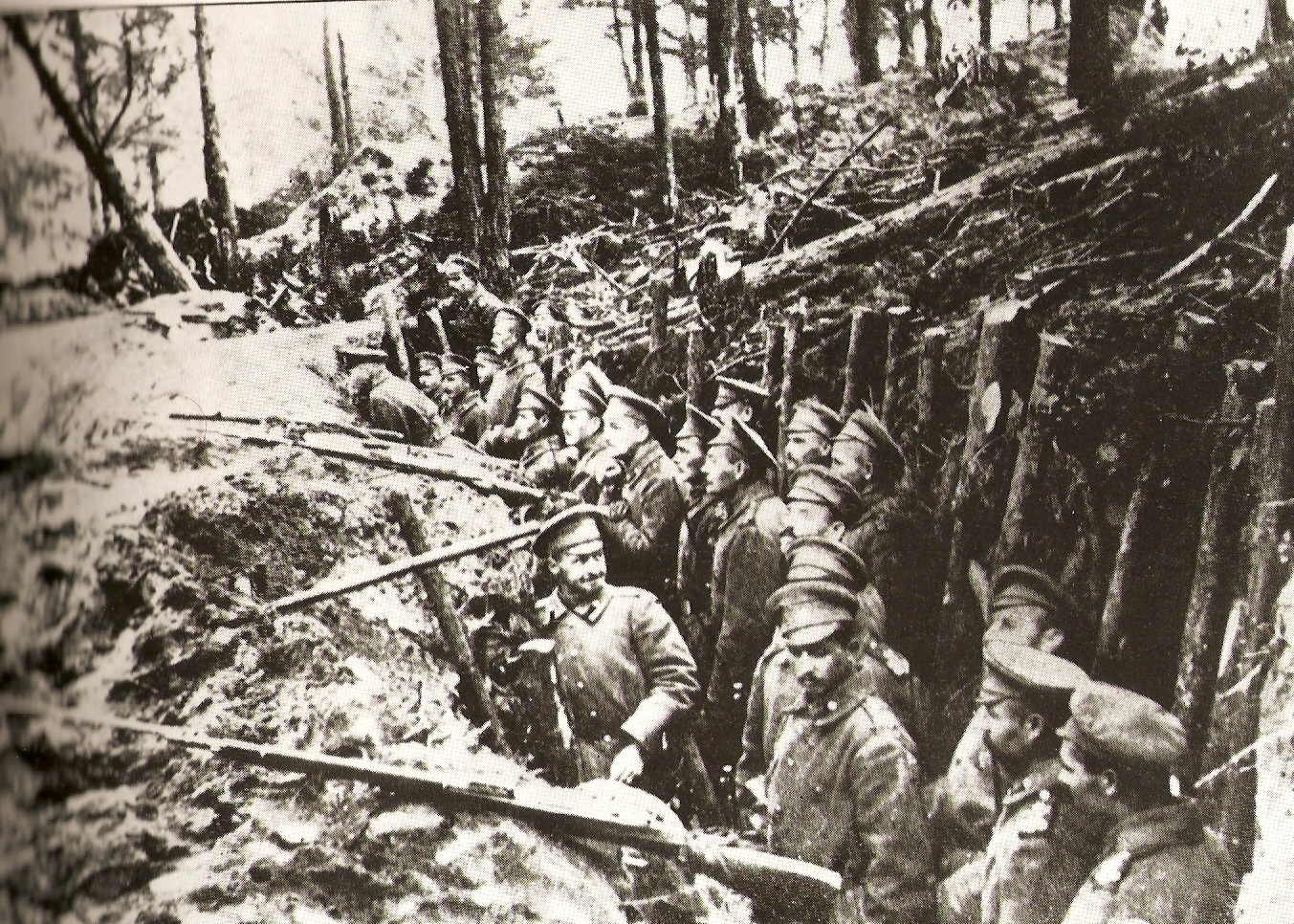
Trincee russe nelle foreste di Sarıkamış.

Il 29 dicembre ebbe luogo l'assalto alla città. Truppe dei Corpi IX e XI, in totale 12 000 uomini, cominciarono l'attacco su Sarıkamış. Dopo un sanguinoso assalto alla baionetta, solo 300 uomini riuscirono a penetrare nella città, tuttavia al termine della giornata anche questi furono respinti. Il totale delle perdite turche di questa giornata di combattimenti fu di 6 000 uomini. L'atteggiamento ottimistico di Enver terminò bruscamente quando fu informato che cinque reggimenti russi si preparavano a circondare le sue forze.
Il 31 dicembre il Corpo IX era ancora bloccato nelle foreste fuori Sarıkamış, dopo aver perso circa 2 500 uomini e 14 pezzi fra di artiglieria e mitragliatrici. Quella stessa notte altre cattive notizie arrivarono da Bardiz al quartier generale di Enver: la 32ª divisione aveva abbandonato la sua posizione dopo il contrattacco dei russi, quindi le strade di Barduz e Kızılkilise erano controllate dal nemico.
Le forze ottomane erano racchiuse all'interno di un semicerchio, pertanto una decisione di buon senso sarebbe stata quella di ritirarsi attraverso l'unica via libera rimasta, tuttavia Enver non volle cedere l'iniziativa ed ordinò alle sue unità di proseguire col piano.
Il giorno seguente, 1º gennaio 1915, il comandante dell'XI Corpo ordinò un nuovo attacco frontale su Sarıkamış. Questi nuovi pesanti combattimenti proseguirono per i successivi 4 giorni prima di perdere intensità. La neve bloccava intanto le forze che dovevano portare soccorso: il IX Corpo si dissolse sulla via per Sarıkamış, una delle sue divisioni perse il 40% degli effettivi durante una tempesta di neve. Il X Corpo non riuscì a muoversi in soccorso: il 90% degli uomini del Corpo X si disperse sulle Montagne Allahüekber. L'XI Corpo era impegnato in combattimenti nella regione di Aras, uno dei reggimenti entrò in Çerkezköy, con il risultato di doversi arrendere ai russi. L'unica unità che aveva rispettato i tempi previsti nel piano era la Stanke Bey, che, benché esausta, entrò in Ardahan.
Tuttavia la situazione sul campo era che i russi stavano per circondare tutte le forze ottomane superstiti.

### Intrappolati entro un semicerchio (2-3 gennaio)
Il 2 gennaio il fuoco dell'artiglieria russa provocò numerose perdite agli ottomani. Enver Pascià ricevette due dispacci: il primo era stato mandato dal capo di stato maggiore del IX Corpo, tenente colonnello Şerif, il secondo dal colonnello Hafız Hakkı. Entrambi i messaggi riportavano che le loro unità, ormai esauste, non erano in grado di lanciare altri attacchi.
Enver rispose dicendo che "offensiva vuol dire avanzare a tutta forza". Più tardi Enver accettò lo stato di fatto e si dedicò a rendere sicure le strade per la ritirata, piuttosto che a chiedere nuovi attacchi per conquistare Sarıkamış. Egli combinò i due Corpi, rinominò la nuova unità "Armata dell'ala sinistra", promosse a brigadiere generale il colonnello Hafız Hakkı e gli affidò il comando della nuova armata.
Il 3 gennaio il Corpo I fu spinto indietro verso la vallata Choruk, nella stessa direzione verso la quale si stava ritirando ciò che restava del X Corpo. Hafız Hakkı, che aveva appena ottenuto il titolo di Pascià, sperava ancora di ricevere rinforzi, pertanto egli non diede ordine alla sua "Armata dell'ala sinistra" di ritirarsi perché riteneva ancora possibile la conquista di Sarıkamış.
Nel frattempo, a circa 40 km a sud di Sarıkamış l'XI Corpo, sotto il comando di Galip Pascià, continuava ad attaccare le linee russe nel tentativo di alleggerire la pressione sui due corpi posizionati a Sarıkamış. In ogni caso l'avanzata russa proseguiva ed il cerchio attorno ai turchi si stava stringendo.
Il 4 gennaio Hafız Hakkı Pascià si recò ad ispezionare la linea del fronte. Egli disse a İhsan Pascià non c'era più nulla da fare e che sperava che almeno ci fossero dei sopravvissuti fra le truppe rimaste sulle Montagne Allahüekber.

### Ritirata (4-15 gennaio)
Il 6 gennaio anche il quartier generale della Terza Armata si trovò sotto il fuoco nemico. I russi catturarono l'intera 28ª divisione (?) e gran parte degli effettivi della 17ª divisione e della 29ª divisione. Anche 8 ufficiali superiori, compreso İhsan Pascià, si arresero ai russi. Fra i prigionieri, 108 ufficiali e 80 soldati furono trasferiti a Sarıkamış. Hafız Hakkı Pascià riuscì a sfuggire alla cattura e si mise in salvo raggiungendo il quartier generale del X Corpo. Dopo la resa del IX Corpo, ai turchi non restava altro che ordinare una ritirata generale.
Il 7 gennaio quasi tutte le restanti forze turche iniziarono la marcia verso Erzurum; Enver Pascià e gli alti ufficiali della missione militare tedesca raggiunsero la fortezza dopo quattro giorni: essi convennero che la medesima strada avrebbe potuto essere percorsa dalle unità della Terza Armata in due giorni.
Intanto i trasporti inviati da Costantinopoli a Trebisonda per portare rinforzi e rifornimenti furono affondati da uno squadrone della Flotta Russa del mar Nero e le navi di scorta Goeben e Hamidieh furono respinte indietro verso il Bosforo.
Il 17 gennaio, come ultimo atto della battaglia, furono catturati gli ultimi soldati ottomani ancora presenti nelle foreste attorno Sarıkamış. Intanto, sul lato nord del fronte, l'ala destra russa stava procedendo alla riconquista della Valle di Choruk. Il piano di Enver si concludeva con un completo fallimento, dopo tre settimane di eroici combattimenti sotto tempeste di neve in alta montagna. Il risultato della battaglia rassicurava i russi che non ci sarebbero state altre azioni offensive turche sul Caucaso nei mesi successivi. Hafız Hakkı Pascià si attendeva che i russi approfittassero della situazione per attaccare e conquistare la fortezza di Erzurum, pertanto decise immediate azioni per ricostituire i ranghi della Terza Armata, anche se nell'immediato poco poteva essere fatto in quanto le riserve presenti nella regione erano ridotte al minimo.
Poco tempo dopo, il 12 febbraio, il giovane ed energico generale Hafız Hakkı Pascià, comandante della Terza Armata, moriva di tifo durante l'epidemia che stava decimando i soldati turchi.
Fu richiesto ancora una volta al generale tedesco Otto Liman von Sanders di assumere il comando dell'Armata, tuttavia egli rifiutò. Nuovo comandante della Terza Armata divenne Mahmut Kamil Pascià.
La campagna di Sarıkamış fu l'ultima volta in cui il ministro della guerra Ismail Enver comandò delle truppe sul campo di battaglia.

## Perdite

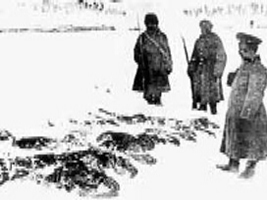
Dopo la battaglia: soldati russi recuperano i corpi congelati di alcuni caduti turchi

La Terza Armata Ottomana poteva contare all'inizio dell'offensiva su 118 000 uomini. A metà gennaio del 1915, al termine della ritirata da Sarıkamış, la forza effettiva si era ridotta a 42 000 uomini.
Le diverse fonti riportano cifre differenti per quanto riguarda le perdite subite dagli ottomani e non sono in accordo su che cosa il totale debba considerare. La "storia ufficiale turca" riporta le seguenti cifre: 32 000 uomini uccisi in combattimento, 15 000 morti di malattia, 7 000 prigionieri e 10 000 feriti, in totale quindi le perdite assommano ad oltre 50 000 uomini.
Le perdite subite dai turchi durante il periodo della battaglia crebbero a causa della grave epidemia di tifo, che divenne il principale problema dello Stato Maggiore della Terza Armata, tra le vittime ci fu anche il comandante dell'armata, il generale Hafız Hakkı Pascià, che morì ad Erzurum poche settimane dopo la fine della battaglia.
Le Forze Armate Turche riportano la cifra di 60 000 uomini come totale delle perdite subite durante l'intero periodo dell'operazione. I russi catturarono circa 7 000 soldati turchi, inclusi 200 ufficiali. Questi prigionieri furono confinati durante i tre anni seguenti presso Varnavino, nell'Oblast' di Nižnij Novgorod ad est di Mosca, sul fiume Vetluga. Al momento della dissoluzione dell'Impero russo questi soldati ebbero la possibilità di ritornare in patria.
Le perdite russe furono: 16 000 uomini uccisi in combattimento e 12 000 morti per malattia o per congelamento. La cifra riportata dalle fonti delle Forze Armate Turche è di 30 000 morti russi, senza altri dettagli.

## Valutazioni

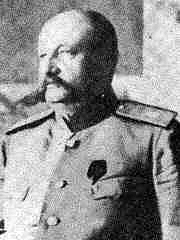
Nikolaj Nikolaevič Judenič
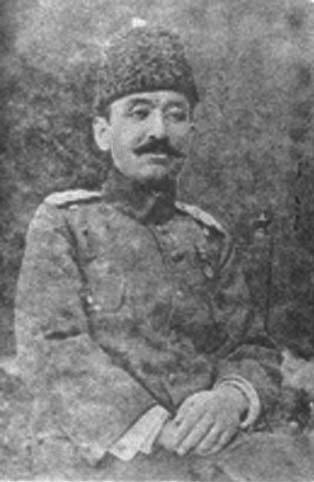
Hafız Hakkı
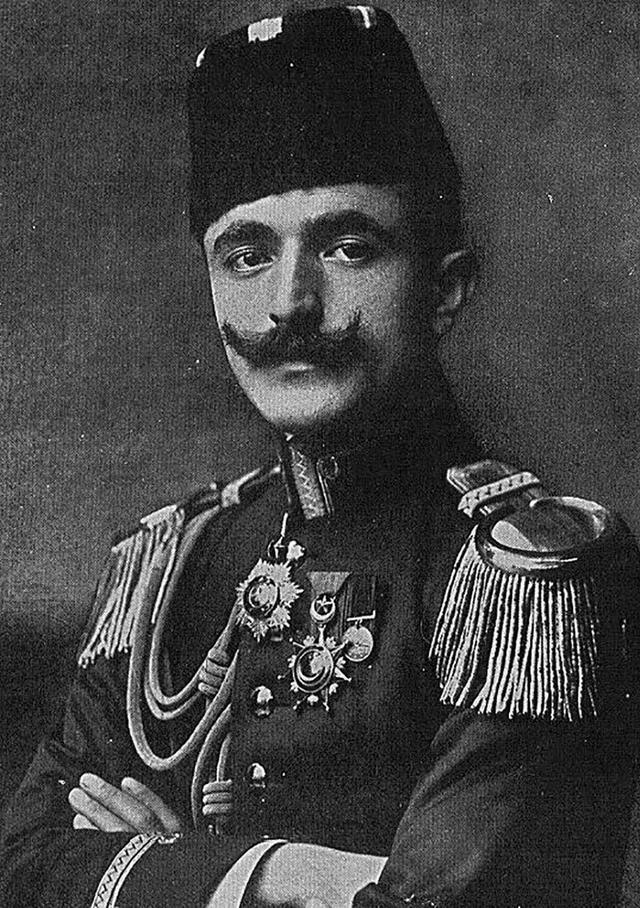
Ismail Enver

### L'operazione militare
Enver fu l'autore del piano strategico, mentre Hassan Izzet ebbe il compito di mettere in pratica il piano e risolvere i problemi sul campo. Il fallimento dell'operazione fu attribuito ad Enver: oltre ad aver sbagliato nel valutare la possibile reazione russa a una manovra di aggiramento, Enver non previde la necessità di mantenere delle riserve operative per rispondere con efficacia agli eventi sul teatro delle operazioni. Anche dal punto di vista logistico il piano fu un disastro dato che non si tenne conto delle condizioni estreme in cui avrebbero combattuto i soldati. In definitiva l'analisi dell'operazione fu condotta da Enver su un piano teorico dimostratosi piuttosto distante dal contesto reale.
La decisione di condurre un'operazione militare durante l'inverno caucasico non fu l'errore più grave. Una domanda lecita è se il piano avrebbe potuto essere eseguito meglio, in ogni caso sarebbe stato difficile fare meglio dei soldati turchi. Il IX Corpo ed il X Corpo condussero la marcia nella maniera più efficace nonostante le estreme condizioni ambientali, l'autorità del comando sulle unità rimase intatta e le unità riuscirono a raggiungere le posizioni previste dal piano. Anche le perdite inflitte ai russi durante la battaglia (30 000 uomini) rappresentano un risultato importante.
La comunicazione e la cooperazione fra le unità ottomane si dimostrò fallimentare: le diverse forze agirono ciascuna per proprio conto piuttosto che come unità operanti in mutua collaborazione, come previsto dal piano. Il numero di unità lasciate in riserva inoltre si dimostrò insufficiente per un'operazione in larga scala come la battaglia di Sarıkamış.
Le condizioni generali delle truppe ottomane sarebbero state certamente migliori se Enver avesse deciso una pausa delle operazioni il 24 dicembre oppure se non avesse proseguito al di là di Oltu con l'artiglieria pesante. Infatti un altro errore fu la decisione di avanzare al di là di Oltu con i grossi calibri piuttosto che con armi di calibro minore, più leggere e più adatte a fronteggiare unità nemiche dotate di maggiore mobilità. Erronea si rivelò anche la stima della consistenza delle forze russe.
Altra decisione grave di Enver prima dell'offensiva fu la sostituzione dei comandanti del X Corpo e del IX Corpo con uomini di minore o nessuna esperienza a livello operazionale
Il capo di stato maggiore del IX Corpo Köprülülü Şerif Bey commentò in questo modo il comportamento dei soldati turchi: "le truppe hanno combattuto sulla cima delle montagne durante tempeste di neve sotto i colpi dell'artiglieria di un nemico secolare e sono state completamente distrutte, però non un solo soldato turco ha voltato le spalle alla sua patria, a Sarıkamış non c'è stato panico”.

### La fanteria leggera

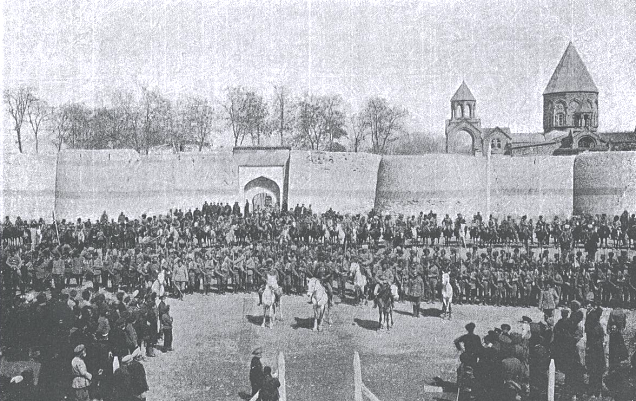
Volontari armeni: il 3º battaglione e l'unità di cavalleria sotto il comando di Hamazasp (Srvandztian)

Durante l'intero corso della battaglia entrambi gli schieramenti fecero largo uso della fanteria leggera. Sia il distaccamento dei volontari armeni per i russi, sia la divisione Stanke Bey (unità distaccata dal IX Corpo) contribuirono con le loro azioni di disturbo a proteggere il movimento delle unità maggiori di fanteria, a ritardare l'avanzata del nemico o a impedirgli la fuga.
Viene generalmente riconosciuta l'importanza del contributo delle unità di volontari armeni alla vittoria russa, dato che quei distaccamenti erano formati da uomini nativi della regione caucasica, abituati alle condizioni climatiche, in grado di riconoscere le migliori strade ed i percorsi montani. Inoltre gli armeni avevano grande spirito combattivo, perché ritenevano di lottare per l'indipendenza della loro patria
I volontari armeni erano organizzati in piccole unità mobili, adatte ad operazioni quasi di guerriglia, si comportarono bene nei compiti di esplorazione del territorio e presero parte a numerosi combattimenti.
Compito fondamentale dei battaglioni armeni fu anche la continua azione di disturbo sulle iniziative degli ottomani: "il ritardo [con il quale i turchi arrivarono] consentì all'Armata russa del Caucaso di concentrare forze sufficienti nell'area attorno Sarıkamış".

### La questione armena
Un argomento dibattuto in ambito storico è se l'azione degli armeni a fianco dei russi abbia avuto un effetto sulla repressione della popolazione armena dell'Impero ottomano. Martin Gilbert ne La prima guerra mondiale riporta che lo zar Nicola II, alla ricerca di alleati nella guerra contro i turchi, il 30 dicembre 1914 visitò il fronte del Caucaso e disse al capo della chiesa apostolica armena che "un futuro radioso attende gli armeni",
Secondo Gilbert queste parole dello zar misero in pericolo la vita di migliaia di armeni al di là del confine, dato che l'Impero Ottomano avrebbe agito contro la minoranza armena, considerata come una "quinta colonna" e non avrebbe fatto nulla per bloccare il risentimento anti-armeno
Il governo ottomano affermò che le sue azioni erano da intendersi come legittima difesa di uno stato sovrano nel momento di un grave pericolo causato dalla rivolta armena in favore della Russia e dall'invasione degli alleati occidentali nel cuore della patria.
Al suo ritorno ad Istanbul Ismail Enver diede la colpa del fallimento dell'offensiva alla minoranza armena e diede inizio a misure repressive nei confronti della popolazione armena dell'impero, misure che possono essere considerate il preludio al genocidio armeno.